# Fabrice Mauss
Pour les articles homonymes, voir Mauss.
Fabrice Mauss, né le 20 avril 1978 à Lyon, est un auteur-compositeur-interprète français.
Il a été le fondateur et leader du groupe MAUSS qui portait son nom, mais il est principalement connu pour un succès en duo avec la chanteuse Charlie dans les années 2000, Je recherche (Top 31 en 2008).

## Biographie

### Avec MAUSS
Adolescent, il apprend seul la guitare puis prend des cours de batterie. C'est aux États-Unis, où il passe un an, qu'il compose ses premières chansons et se retrouve derrière les fûts d’une batterie pour des concerts (Napa, Californie).
À son retour, il décide de se consacrer exclusivement à la création de chansons et à la scène. Après Corbeille 29, où il compose et joue de la batterie, il forme en 2001 le groupe MAUSS dans lequel il écrit, compose et joue de la guitare aux côtés d'un batteur (Michaël), d'un bassiste (Christophe) et d'un guitariste (Yannick). Au début des années 2000, Fabrice enregistre deux démos (Mon Ange puis En personne). Avec son groupe, il écume les scènes en France et en Belgique avant d'être repéré en 2004.
Le groupe sort deux albums : L'année du chien en 2005 et Aux dernières nouvelles en 2007. L'un de leurs plus grands succès est le duo avec la chanteuse Charlie : Je recherche.
Le groupe se sépare en 2008,.

### En solo
Après deux albums pour Mercury / Universal, des succès radios (Cracher mes nerfs, Je recherche...) et beaucoup de concerts, Fabrice Mauss reprend son prénom et sa liberté. 
En 2010, il sort son premier album solo Minuit passé, enregistré et mixé au studio Labomatic, coréalisé par Emmanuel Da Silva, Dominique Blanc-Francard et Bénédicte Schmitt,. En 2014, il sort son second album en solo, A la Victoria.
En 2023, un nouvel EP sort avec 5 titres dont un titre sur le cancer (Aux Baléares). 

## Genre musical
Fabrice Mauss revendique ses influences de groupes tels que Noir Désir et Jacques Brel, mais également du réalisateur Lars von Trier, qui lui a donné envie de se lancer dans l'écriture.
À l'époque de Mauss, certains tentèrent de capturer Fabrice pour le ranger trop hâtivement dans les bacs du rock français ; dans Aux dernières nouvelles, on découvrait aussi des sonorités plus acoustiques. Avec son troisième album, qui lui a ouvert les portes du label Tôt ou Tard, Fabrice fait valser les étiquettes.